# Парен котел
Парен котел (понякога неправилно и парогенератор) е котел, предназначен за генериране на наситена или прегрята пара. Може да използва енергията на гориво, изгаряно в горивна камера, електрическа енергия (електрически парен котел) или да утилизира (използва) топлината, отделяща се от други установки (котли-утилизатори).

## Класификация
Според предназначението:
- Енергийни парни котли – предназначени са за производство на пара, която се използва от парни турбини.
- Промишлени парни котли – изработваната пара е за технологични нужди, т. нар. „промишлени парогенератори“.
- Парни котли-утилизатори – използват се за получаване на пара от вторичните енергийни ресурси на топлината на горящи газове, образуващи се в даден технологичен цикъл. Енергийните котли-утилизатори в състава на ПГУ използват топлината на отделените от ГТУ газове.

Според относителното движение на топлообменящите среди (димови газове, вода и пара) парните котли се делят на две групи:
- газотръбни (огне, пламе, жаротръбни, димогарни) котли;
- водотръбни котли.

Водотръбните котли според принципа на движение на водата и пароводната смес се подразделят на:
- барабанни (с естествена и принудителна циркулация: за едно минаване по изпарителните повърхности се изпарява само част от водата, останалата се връща в барабана и преминава през повърхностите многократно);
- правоточни (проточни) – средата между входа и изхода на котела се движи последователно, без връщане.

Във водотръбните котли вътре в тръбите се движи вода и пароводна смес, а димовите газове обвиват (умиват) тръбите отвън. В Русия през 20 век преимуществено се използват водотрубните котли на Шухов. В газотръбните, обратно, вътре в тръбите се движат димовите газове, а топлоносителя обвива тръбите отвън.

### Обозначения
Съгласно ГОСТ 3619 – 89, стационарните парни котли имат следната структура за обозначаване:
Тип
- Пр – с принудителна циркулация (водата от барабана се подава в изпарителните повърхности със специална циркулационна помпа или помпи);
- Прп – с принудителна циркулация и междинно прегряване на парата;
- Е – с естествена циркулация (под действие на разликите в плътностите на водата и парата);
- Eп – с естествена циркулация и междинно прегряване на парата;
- П – правотокови;
- Пп – правотокови с междинно прегряване на парата;
- К – с комбинирована циркулация (на едни от повърхностите естествена, на други принудителна);
- Кп – с комбинирана циркулация и междинно прегряване на парата.

DПаропроизводителност на котела, t/h.
PНалягане на изхода на котела, MPa (преди се указва в kgf/cm²)
TТемпература на изхода на котела, °C (за котли, генериращи наситена пара, не се указва). Ако температурата след прегряването е различна от температурата на първичната пара, тя се указва с дроб.
FВид гориво (ако камерата не е слоева):
- К – черни въглища и полуантрацит (тънки, постни въглища);
- А – антрацит, антрацитен прах (шлам);
- Б – лигнитни въглища, лигнити;
- С – сланци, шисти;
- М – мазут;
- Г – природен газ;
- О – отпадъци, твърди битови отпадъци;
- Д – други видове гориво.

OТип на горивната камера (для газомазутни не се указва, освен „В“):
- Т – горивна камера с твърдо шлакоотделяне;
- Ж – горивна камера с течно шлакоотделяне;
- Р – слоева горивна камера (решетка);
- В – вихрова горивна камера;
- Ц – циклонна горивна камера;
- Ф – горивна камера с кипящ (флуидизиран) слой (стационарен и циркулиращ);
- И – други видове горивни камери, в т.ч. двузонални.

Н„Н“, ако котела е под налягане.
Параметрите на котела по възможност се избират по стандартен ред. След обозначенията по ГОСТ може да се изписва в скоби заводската марка, например, Е-75-3,9-440БТ (БКЗ-75-39ФБ – на Белгородския котелен завод).

## Барабанни котли
Водата в този котел, преминала икономайзер, попада в барабана (намира се отгоре на котела), от който под действие на силите на тежестта (в котлите с естествена циркулация) попада в низходящите ненагреваеми тръби, а след това във възходящите нагреваеми тръби, където става и парообразуването (двата вида тръби образуват циркулационен контур). Поради разликата в плътността на пароводната смес в нагреваемите тръби, която е по-малка от низходящите, паро-водната смес се издига по тях в барабана. В него тя се разделя на пара и вода. Водата отново слиза по низходящите тръби, а наситената пара отива в паропрегревателя. В котлите с естествена циркулация кратността на циркулациите на водата по циркулационния контур е от 5 до 30 пъти.
Котлите с принудителна циркулация имат помпа, която създава напор в циркулационния контур. Кратността на циркулацията съставлява 3 – 10 пъти. Котлите с принудителна циркулация не получават разпространение на територията на постсъветското пространство.
Барабанните котли работят при налягане под критичното.

## Проточни (правотокови) котли
Правотоковите котли няма барабан. През изпарителните тръби водата преминава само един път, постепенно превръщайки се на пара. Зоната, където завършва парообразуването, се нарича преходна. След изпарителните тръби пароводната смес (пара) попада в паропрегревател. Много често правотоковите котли имат и междинен паропрегревател. Правотоковият котел е отворена хидравлична система. Такива котли работят не само в докритично, но и на свръхкритично налягане.